# الکساندرا کولونتای
الکساندرا میخای‌لوونا کولونتای (به روسی: Алекса́ндра Миха́йловна Коллонта́й) (به اوکراینی: Олександра Михайлівна Коллонтай) (زاده ۱۸۷۲ – درگذشته ۱۹۵۲) انقلابی بلشویک، مبارز حقوق زنان و سیاست‌مدار شوروی و عضو کابینه دولتی بود که به اولین سفیر زن و اولین وزیر زن در جهان بدل گشت.
او با کنترل اتحادیه‌های کارگری توسط حزب مخالف بود و به سندیکاگری اعتقاد داشت.
او از طرف‌داران عشق آزاد بود و از او، مطالب بسیاری در مورد مسائل زنان و دیگر مسائل اجتماعی به جا مانده‌است.
بازخوانی این مطالب در دهه‌های هفتاد و هشت، در غرب، باعث شد کولونتای را به عنوان چهره‌ای در مبارزه برای آزادی و رهایی زنان و انقلاب جنسی، بشناسند.

## زندگی

### تولد و کودکی
الکساندرا، به سال ۱۸۷۲ در سن‌پترزبورگ، از پدری که ژنرالی در ارتش سلطنتی روسیه بود، به دنیا آمد.

### فرار به سوییس
در ۱۸۹۸، او در شورشی علیه خانوادهٔ مرفه و شوهرش، که افسر ارتش بود (ولادیمر کولونتای)، به زوریخ، سوییس گریخت و همان‌جا بود که شروع به مطالعهٔ اقتصادیات مارکسیستی کرد.

### پیوستن به حزب سوسیال دموکرات کارگری روسیه
او همان‌سال به روسیه بازگشت و به فعالیت‌های سیاسی زیرزمینی حزب سوسیال دموکرات کارگری روسیه پیوست.
در همین حین، او از شوهرش طلاق گرفت و قیمومیت پسرشان، میشا، را نیز به عهده گرفت.
در سال ۱۹۰۸، او برای فرار از دست پلیس سلطنتی، مجدداً به خارج گریخت.

### پیوستن به بلشویک‌ها
او که ابتدا به طرف منشویک حزب سوسیال دموکرات کارگری روسیه پیوسته بود، در سال ۱۹۱۵ به بلشویک‌ها پیوست و تا ۱۹۱۷، دیگر به یکی از بالاترین زنان حزب بدل گشته بود.

### مسئولیت در حکومت شوروی
بعد از انقلاب ۱۹۱۷ و قدرت‌گیری بلشویک‌ها، کولونتای اولین کمیسر رفاه اجتماعی در دولت جدید بود.
او در این پست، تغییرات بسیاری ایجاد کرد و قوانین اجتماعی بسیاری در زمینهٔ ازدواج، طلاق و مراقبت از فرزندان، تصویب کرد. او، به هم‌راه فمینیست پاریسی‌تبار، اینسا آرماند، خواستار بخشی ویژهٔ زنان درون حزب کمونیست روسیه، بود.
تأسیس این بخش، بالاخره در سال ۱۹۱۹ اتفاق افتاد و «ژنوتدل» شروع به کار کرد.
الکساندرا از ۱۹۲۰ ره‌بر ژنوتدل بود و در این مدت، پروژه‌های متعددی برای پیش‌رفت شرایط زنان را اجرا کرد. او در این مدت، مقالات زیادی در مورد انواع جدید رفتار جنسی و روابط خانوادگی نوشت.

### کولونتای، اولین سفیر زن در جهان
در سال ۱۹۲۱، او در انتقاد به رشد فساد اداری و اتوریته‌طلبی، به گروه اپوزیسیون کارگری درون حزب کمونیست پیوست.
رهبران حزب، در سال ۱۹۲۲، او را به عنوان مأمور دیپلماتیک به نروژ فرستادند، اما این مأموریت، به زعم عده‌ای، در واقع نوعی تبعید سیاسی بود که باعث می‌شد کولونتای نقش مهمی در روابط داخلی شوروی بازی نکند.
به سال ۱۹۲۶، او سفیر شوروی در مکزیک گشت و سپس از ۱۹۲۷ تا ۱۹۳۰، سفیر شوروی در نروژ و سپس از ۱۹۳۰ تا ۱۹۴۵، در سوئد.
این پست‌ها باعث شد، نام او در تاریخ، به عنوان اولین سفیر زن، ثبت شود.
الکساندرا، پس از بازنشستگی، آخرین سال‌های عمر را در مسکو گذراند.

### نقش آثار کولونتای در انقلاب جنسی
در دهه‌های ۷۰ و ۸۰ میلادی، بیرون از اتحاد شوروی، نظرات بسیاری به کولونتای به عنوان تئوریسین آزادی زنان و انقلاب جنسی جلب شد.

## آثار
- عشق زنبورهای کارگر (۱۹۲۳)
- راه بازکردن برای اروس بال‌دار (۱۹۲۳)
- اتوبیوگرافی یک زن کمونیست و رهاشدهٔ جنسی (۱۹۲۷)

## نگارخانه

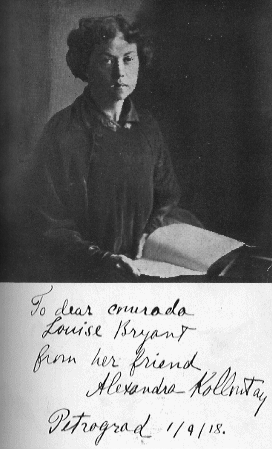
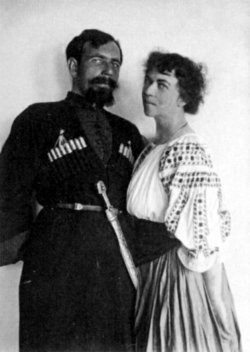
کولونتای و همرسش پاول دیبنکو
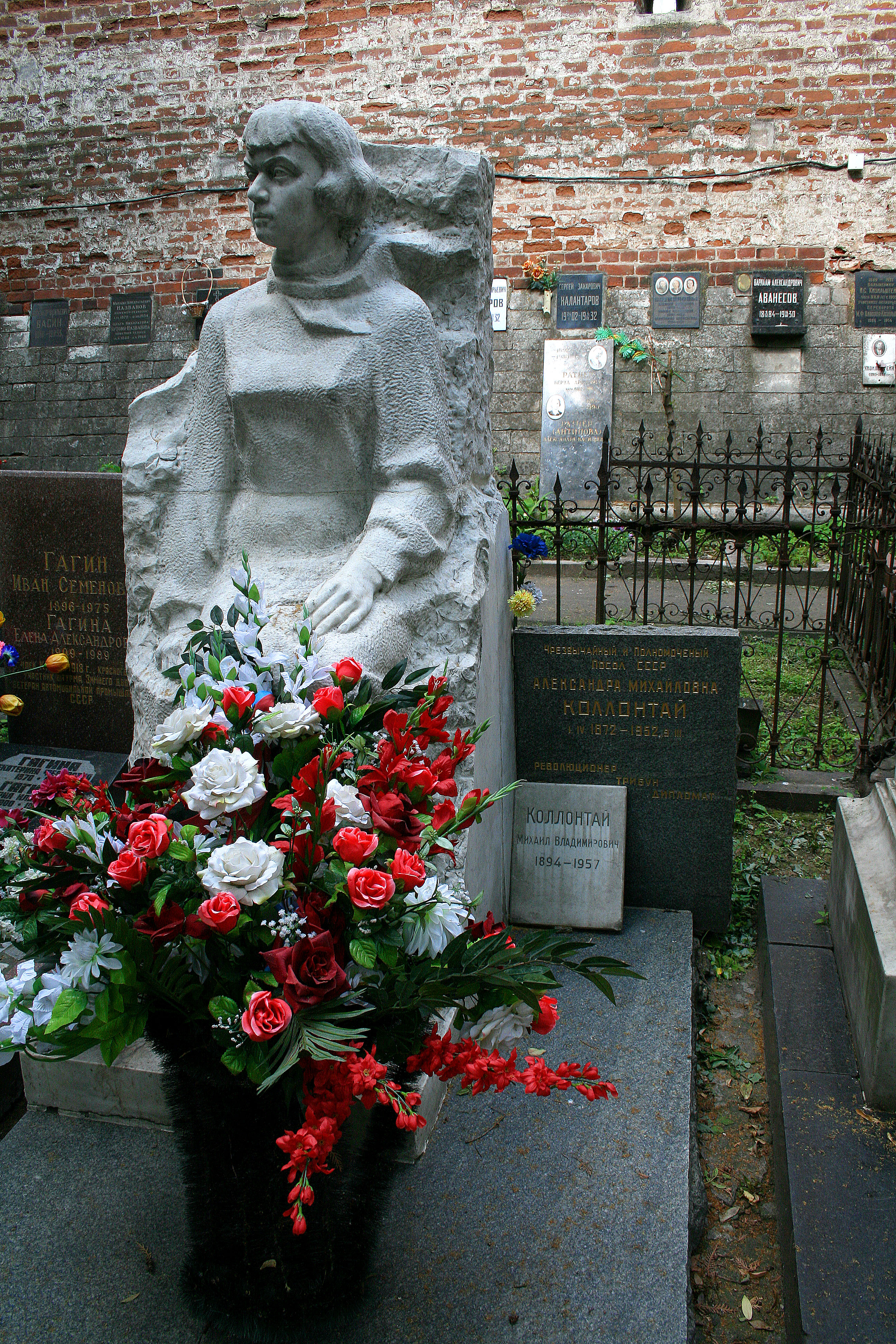